# Christopher Tilley
Christopher Tilley (1955-2024) var en brittisk arkeolog som publicerat flera arbeten om neolitikum i Sverige. Han var en ledande representant för den  postprocessuella och kritiska arkeologin på 1980- och 90-talen och kan anses vara en något svårgenomtränglig skribent. Tilley nämns ofta i samband med kollegan Michael Shanks med vilken han givit ut två omdebatterade böcker. Till hans idébygge hör också "landskapsfenomenologin" som på ett något oklart sätt innebar att arkeologer skulle återge sina subjektiva intryck av besök på fornlämningsplatser.